# Joan Daemen
Joan Daemen (pronuncia in tedesco joːˈɑn ˈdaːmə(n)) (Hamont-Achel, 1965) è un crittografo belga.
È uno dei progettisti del Rijndael, meglio conosciuto come l'Advanced Encryption Standard (AES), insieme a Vincent Rijmen. Egli ha inoltre progettato o co-progettato gli algoritmi di cifratura a blocchi Modular Multiplication-based Block (MMB), Square, SHARK e il 3-Way.